# 宗谷物語
『宗谷物語』（そうやものがたり）は、1984年（昭和59年）2月7日から同年6月26日までテレビ東京系で毎週火曜日17:55 - 18:25の放送枠にて全21話が放送された、国際映画社製作のテレビアニメ。

## 概要
日本初の南極観測船である、「宗谷」の生涯を描いたテレビアニメ作品。
番組提供は、日本船舶振興会（現：日本財団）。なお、日本財団（旧・日本船舶振興会）はボートレースの収益を元に、「宗谷」が保存展示されている船の科学館の運営・支援を、1974年の開館以来、行っている。
国際映画社製作のテレビアニメで、最終話まで予定通りに放送された最後の作品である。
南極編以外は基本的に、1話完結のオムニバス形式である。話の最後には、感動的な結末が待っていることが多い。
『銀河疾風サスライガー』の後番組として、企画・製作された。1984年3月末まで放送する予定だった『～サスライガー』が1月31日放送の第43話で終了したため、本作は前倒しで2月7日に放送が開始されている。
全体的なストーリーは実話を元に製作されているが、第3話 - 第15話の多くの話や、第17話におけるタロとジロのやりとりはフィクションである。とくに前年に公開された映画『南極物語』を元に製作された第17話は子供向きに脚色されており、『南極 - 』の後半部分の重い展開は大幅に緩和されている。また、第16話以降は実在の人物が登場するなど、ほぼノンフィクションとなっている。
作中では1936年から1984年まで、実に48年もの歳月が流れている。このためストーリー全体に亘って登場したキャラがおらず、毎回主人公が替わるのも、このアニメの特徴となっている。
第10話・第16話・第17話の計3話を収録したVHSが東芝映像ソフトより発売されていたが、現在は廃盤になっている。本放送後しばらくは再放送の機会も少なかったものの、2001年3月にAT-Xで17年ぶりに放送され、以後2001年8月・2006年10月・2007年6月にも放送された。現在アマゾンプライムでも視聴可能。
南極に関する各イベントで、本作の第16、第17話が何度か公開されている。また第10話は絵本化されている。

## ストーリー

### 1話 - 2話（地領丸編）
1978年。ある船が日本一周の航海にでていた。それから38年前のことである。南極観測船である宗谷は1936年、ソビエト連邦からの発注で耐氷型貨物船として川南工業株式会社香焼島造船所にて起工、商船「地領丸」としてつくられた。

### 3話 - 9話（太平洋戦争編）
その後、商船「地領丸」は日本海軍に買い取られ、「宗谷」と改名した。そして、宗谷は太平洋戦争の悲劇に巻き込まれてゆく。

### 10話 - 15話（日本編）
終戦後、樺太への引揚船となった宗谷。そして、宗谷はさまざまな冒険に出る。

### 16話 - 19話（南極編）
日本は国際地球観測年に伴い南極観測を行うこととなり、その耐氷構造と船運の強さを買われ、宗谷は南極観測船に選定された。しかし、南極では砕氷能力の不足によるタロやジロをはじめとする樺太犬の置き去りや観測隊員の遭難、病気の流行など、さまざまな事件が起こる。

### 20話（ヒトカップ湾編）
千島列島にあるヒトカップ湾にて、漁業を行っていた漁船が、突然の流氷の危機に襲われた。南極から戻ってきて巡視船となった宗谷が救助に向かう。

### 21話（宗谷引退編）
すでにボロボロになっていた宗谷。引退がきまった宗谷は、日本一周の旅に出る。そして宗谷には廃船の危機がせまっていた。

## キャスト
| - ナレーター - 松島みのり 第1話 - 香月 - 田中秀幸 - 進 - 銀河万丈 - ひろし - 雨宮一美 - 社長 - 石森達幸 - 札子 - 川浪葉子 - 医者 - はせさん治 - 幹部 - 幹本雄之 - 作業員 - 沢木郁也 - 芸妓 - 坂井志満 第2話 - 英子 - 渡辺菜生子 - 俊男 - 朝井良江 - 横田 - 佐藤正治 - 松林 - 田中康郎 - 上川先生 - 鈴木誠一 - 重吉 - 西村知道 - 女工 - 飯塚はる美 - 娘 - 中谷ゆみ - 甲板員 - 小滝進 - 操舵手 - 塩屋浩三 第3話 - 香月 - 田中秀幸 - 山田艦長 - 銀河万丈 - 杉田 - 塩屋浩三 - 洋一 - 塩屋翼 - 妻 - 川浪葉子 - 副長 - 矢田耕司 - 水兵 - 田中亮一・田中和実・小林通孝 第4話 - 久保田艦長 - 青野武 - 航海長 - 北川米彦 - 川上 - 三橋洋一 - 高倉 - 屋良有作 - 上野 - 鈴置洋孝 - 広田 - 岡和男 - 山口 - 小出和明 - 青木 - 小林通孝 - 西島 - 西村知道 - 三原 - 堀川亮 - 中村 - 安宅誠 - 長井 - 田中和実 第5話 - 久保田艦長 - 青野武 - 航海長 - 北川米彦 - 田辺 - 田中亮一 - 佐藤 - 塩屋浩三 - 機関長 - 矢田耕司 - 通信長 - 野村信次 - 副長 - 幹本雄之 - 士官 - 田中和実 - 水兵 - 須知信之・広中雅志 第6話 - 青木 - 堀秀行 - 中野 - 西川幾雄 - 天谷艦長 - 蟹江栄司 - 砲術長 - 塩屋浩三 - 通信長 - 安西正弘 - 副官 - 広瀬正志 - 当番兵 - はせさん治 - 機関兵 - 田中和実 第7話 - 黒田 - 古谷徹 - 山内艦長 - 石森達幸 - 武藤大尉 - 銀河万丈 - 副長 - 塩屋浩三 - 水兵 - 田中亮一・塩屋翼 - 士官 - 佐藤正治・戸谷公次 | 第8話 - 三宅 - 宮内幸平 - 土井艦長 - 佐藤正治 - 吉川 - 戸谷公次 - 田中 - 田中和実 - 松田 吾郎 - 屋良有作 - 正子 - 川島千代子 - 順一 - 鈴木富子 - 治子 - 恵比寿まさ子 - 杉村 - 片岡富枝 - 航海士 - 田中亮一 - 少年 - 江森浩子 第9話 - 昭 - 間嶋里美 - 美知子 - 渡辺菜生子 - 田上艦長 - 北川米彦 - 船医 - 青野武 - 看護人 - 塩屋浩三・田中和実 - 運転手 - 戸谷公次 - 航海士 - 広中雅志 第10話 - 菊子 - 藤田淑子 - ケンジ - つかせのりこ - 高橋 - 田中秀幸 - 波子 - 川島千代子 - 安岡 - 西尾徳 - 甲板長 - 佐藤正治 - 少女 - 鶴ひろみ - ヒゲ男 - 戸谷公次 - 女将 - 青木和代 第11話 - 吉井船長 - 八奈見乗児 - 高田 - 佐藤正治 - 宮地 - 戸谷公次 - 定子 - 山田栄子 - 猛 - 雨宮一美 - 順子 - 鈴木富子 - 魚屋 - 田の中勇 - 船医 - 塩屋浩三 - 先生 - 小出和明 第12話 - 昭一 - 塩屋翼 - 昭一の子供時代 - 松島みのり - 谷木 - 寺田誠 - 重雄 - 西村知道 - 良子 - 山口奈々 - 北洋丸船長 - 北川米彦 - 船長 - 八奈見乗児 - 老医 - 田の中勇 第13話 - 宮本 - 永井一郎 - 茂作 - 宮内幸平 - 小方船長 - 田中康郎 - 三島 - 塩屋浩三 - 吉田 - 小林通孝 - 東六 - 田中和実 - 漁師 - 広中雅志 第14話 - 千代 - 潘恵子 - 信介 - 堀秀行 - 高志 - 平野義和 - 鉄造 - 矢田耕司 - 辻甲板長 - 銀河万丈 - 松原船長 - 戸谷公次 - 航海長 - 佐藤正治 - 大井 - 田中和実 - 高志の母 - 鈴木れい子 - 千代の母 - 多岐川まり子 - 無線士 - 小林通孝 | 第15話 - 菊江 - 麻生美代子 - 武彦 - 田中秀幸 - 勇二 - 塩沢兼人 - 裕子 - 山本百合子 - 船長 - 戸谷公次 - 灯台長 - 佐藤正治 - 神父 - 清川元夢 - 管理人 - 沢木郁也 第16話 - 西堀越冬隊長 - 永井一郎 - 永田観測隊員 - 北川米彦 - 松本船長 - 西村知道 - 安井 - 塩屋浩三 - 田坂 - 屋良有作 - 徳永 - 幹本雄之 - 朝比奈 - 佐藤正治 - 航海長 - 沢りつお 第17話 - 西堀越冬隊長 - 永井一郎 - 永田観測隊員 - 北川米彦 - 松本船長 - 西村知道 - 金井 - 田中亮一 - 岸田 - 嶋俊介 - 野口隊長 - 野村信次 - 森島 - 沢木郁也 - 三浦 - 平浩幸 第18話 - 鳥居隊長 - 宮内幸平 - 明田船長 - 矢田耕司 - 福島 - 塩沢兼人 - 吉田 - 小林通孝 - 村越 - 藤井つとむ - 道子 - 山本百合子 - 隊員 - 沢木郁也 - 通信員 - 広中雅志 - 士官 - 関口和孝 第19話 - 山根 - 塩屋翼 - 坂崎 - 戸谷公次 - 田中 - 塩屋浩三 - 恵子 - 飯塚はる美 - 隊長 - 田中康郎 - ラジオ・アナ - 矢田耕司 - 犬係 - 小林通孝 第20話 - 漁労長 - 宮内幸平 - 熊谷機関長 - 青野武 - 宗谷船長 - 北川米彦 - 幸漁丸船長 - 銀河万丈 - 村井 - 堀秀行 - 雪子 - 川浪葉子 - 漁船員 - 佐藤正治・戸谷公次・沢木郁也 - 観測員 - 広中雅志・小林通孝 - 船員 - 須知信之 第21話 - 校長 - 八奈見乗児 - 有安船長 - 田中康郎 - 校長の妻 - 鈴木れい子 - 五郎 - 頓宮恭子 - 初老の男 - 戸谷公次・はせさん治 - 婦人 - 朝井良江・恵比寿まさ子 - 副官 - 塩屋浩三 - 航海士 - 小林通孝 |

## スタッフ
- 制作：壺田重三
- 企画：平川英三郎
- コーディネーター（監督）：久岡敬史
- 音楽：福井峻
- シリーズ構成：山本優
- 作画監督・キャラクターデザイン：村田四郎
- 美術監督：勝又激
- プロデューサー：つぼたしげお（壺田重夫）、宮村妙子
- 配役協力：青二プロダクション
- サブキャラクターデザイン：村田四郎
- メカデザイン：林裕樹
- 色指定：佐野美和子、井口則子
- 特殊効果：前川孝
- 美術設定：勝又激
- 美術担当：黒部洋子、小板橋かよ子
- 編集：吉田恵美子、神谷睦美
- 制作事務：小田すみえ
- 設定進行：神谷智恵→伊藤宗一
- 録音ディレクター：小松亘弘
- 録音：今関種吉
- 効果：大平紀義
- 録音スタジオ：タバック
- 現像：東映化学産業（現：東映ラボ・テック）
- 制作担当：鈴木一海、末廣真己、平出雅之、阿波恭子、稲富大二郎、小沢一宏
- 製作：国際映画社

## 主題歌
オープニングテーマ - 『宗谷物語』
作詞 - 翔 / 作曲 - Johnny / 編曲 - 若草恵 / 歌 - アキ&イサオ
エンディングテーマ - 『出航』（たびだち）
作詞 - 嵐ヨシユキ / 作曲 - アキ&イサオ / 編曲 - 若草恵 / 歌 - アキ&イサオ
協力 - 横浜銀蝿 / レーベル - キングレコード（EPレコード発売 - 1984年3月21日、レコードナンバー - K07S-535）
現在は徳間ジャパンコミュニケーションズより発売している国際映画社アンソロジー収録のテレビサイズのみCD発売しており、フルサイズの聴取は困難。

## 各話リスト
- 放送日はテレビ東京及び同時ネット局のもの。

| 話 | 放送日        | サブタイトル             | 脚本            | 絵コンテ | 演出     |
| -- | ------------- | ------------------------ | --------------- | -------- | -------- |
| 1  | 1984年 2月7日 | 誕生のひみつ             | 山本優          | 網野哲郎 | 栗山美秀 |
| 2  | 2月14日       | オホーツクの冒険         | 合戸陽          | 内田祐司 | 内田祐司 |
| 3  | 2月21日       | 新しい名! 新しい任務     | 山本優 山崎晴哉 | 栗山美秀 | 栗山美秀 |
| 4  | 2月28日       | 南太平洋の活躍           | 合戸陽          | 宮崎一哉 | 末廣真己 |
| 5  | 3月6日        | 魚雷命中あやうし宗谷     | 山本優          | 宮崎一哉 | 内田祐司 |
| 6  | 3月13日       | 奇跡のサンゴ礁           | 山本優          | 宮崎一哉 | 末廣真己 |
| 7  | 3月20日       | 船霊と白ネズミ           | 山本優 山崎晴哉 | 栗山美秀 | 栗山美秀 |
| 8  | 3月27日       | 希望のうぶ声             | 合戸陽          | 内田祐司 | 内田祐司 |
| 9  | 4月3日        | 明日への絆               | 山本優          | 川端柳   | 栗山美秀 |
| 10 | 4月10日       | 樺太犬ゴン太・母をさがせ | 山崎晴哉        |          |          |
| 11 | 4月17日       | 春の灯台航路             | 合戸陽          | 栗山美秀 | 栗山美秀 |
| 12 | 4月24日       | 門出の海峡               | 合戸陽          | 坂田純一 | 内田祐司 |
| 13 | 5月1日        | 孤島の灯 守って          | 合戸陽          | 大塚良一 | 宮崎一哉 |
| 14 | 5月8日        | 岬の若潮                 | 合戸陽          | 栗山美秀 | 栗山美秀 |
| 15 | 5月15日       | 襟裳岬の再会             | 合戸陽          | 宮崎一哉 | 宮崎一哉 |
| 16 | 5月22日       | 南極への挑戦             | 山崎晴哉        | 久岡敬史 | 久岡敬史 |
| 17 | 5月29日       | 奇跡の犬、タロとジロ     | 合戸陽          | 内田祐司 | 内田祐司 |
| 18 | 6月5日        | 魔のブリザード           | 伊東恒久        | 宮崎一哉 | 宮崎一哉 |
| 19 | 6月12日       | 南極基地病をのりこえて!  | 山崎晴哉        | 末廣真己 | 栗山美秀 |
| 20 | 6月19日       | SOS、ヒトカップ湾        | 伊東恒久        | 栗山美秀 | 栗山美秀 |
| 21 | 6月26日       | 宗谷よ、永遠なれ         | 山崎晴哉        | 宮崎一哉 | 宮崎一哉 |

## 放送局
- テレビ東京（制作局）：火曜 17:55 - 18:25
- テレビ大阪：火曜 17:55 - 18:25
- テレビ愛知：火曜 17:25 - 18:25
- 北海道文化放送：土曜 7:30 - 8:00（1984年2月11日 - 6月30日）[2]
- 福岡放送：土曜 8:00 - 8:30

※前番組の『銀河疾風サスライガー』がテレビ東京系列外の各地方局でも放送されたのに比して、本作はキー局・テレビ東京と系列局2局、他、系列外の数局でしか放送されなかった。